# Kinh tế Mông Cổ

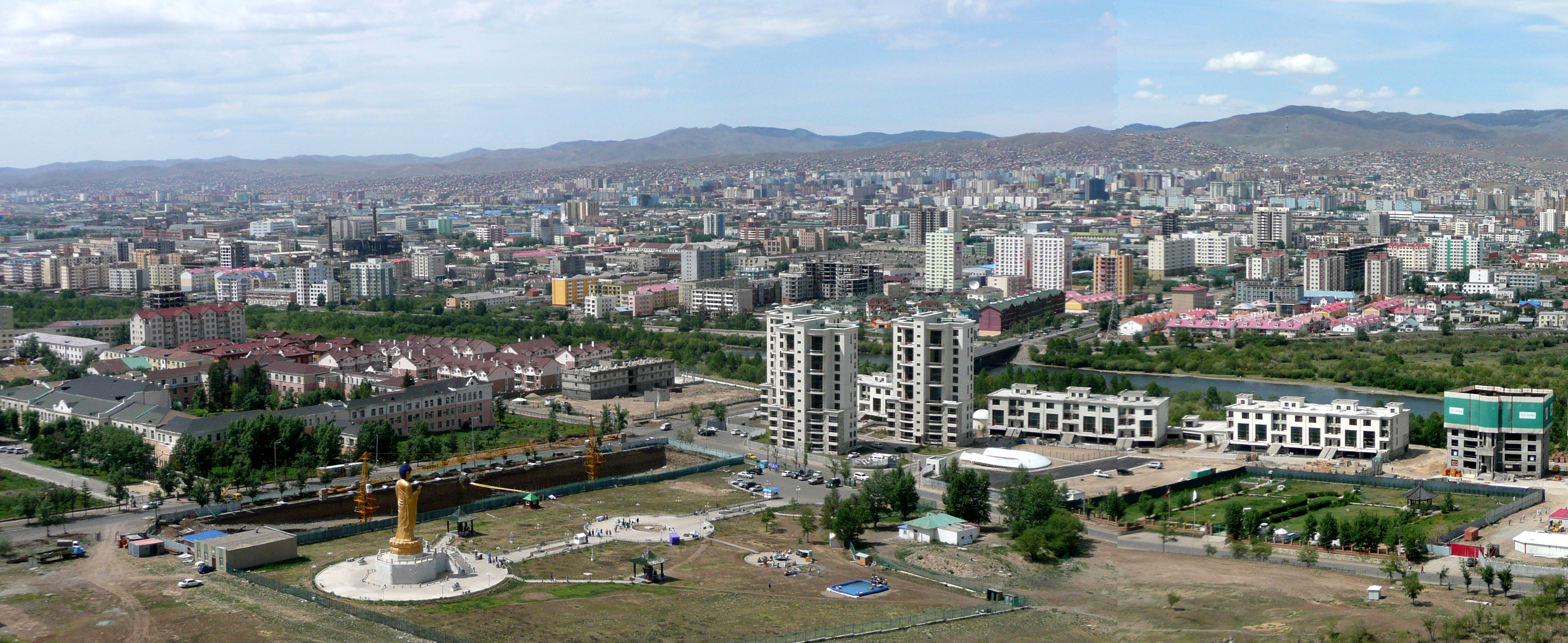
Thủ đô Ulan Bator là cổng của hầu hết các quan hệ và thương mại trong nước và quốc tế

Kinh tế Mông Cổ phản ánh tình hình và các hoạt động kinh tế tại quốc gia này. Kinh tế Mông Cổ có truyền thống và thế mạnh trong nông nghiệp, được biết đến nhiều bởi ngành chăn nuôi với đồng cỏ mênh mông rộng lớn và đàn gia súc còn đông hơn cả dân số của con người, trong khi đó trồng trọt không có thế mạnh vì thảo nguyên Mông Cổ có lớp đất mỏng, không dồi dào nguồn nước, thổ nhưỡng không phong phú, không phù hợp cho việc canh tác, trồng trọt. Quốc gia này cũng được chú ý bởi các hoạt động khai khoáng, hầm mỏ. Mặc dù vậy, nền kinh tế Mông Cổ cũng phụ thuộc lớn vào Trung Quốc, là đối tác xuất khẩu chính của họ.

## Quy mô
Kinh tế Mông Cổ tập trung vào nông nghiệp và khai thác mỏ. Mông Cổ có nhiều nguồn tài nguyên thiên nhiên, và đồng, than, môlípđen, kẽm, tungsten, và vàng chiếm một phần lớn sản phẩm công nghiệp. Nhờ vào nhu cầu khoáng sản không ngừng tăng của láng giềng Trung Quốc. Việc xuất khẩu khoáng sản đã giúp Mông Cổ trở thành một trong những nền kinh tế phát triển nhanh nhất thế giới.
Đa số dân cư bên ngoài các khu vực đô thị sinh sống bằng chăn thả tự cấp tự túc; các loại gia súc chủ yếu gồm cừu (cừu Mông Cổ), dê, trâu bò, ngựa (ngựa Mông Cổ), và lạc đà hai bướu. Các sản phẩm lương thực gồm bột mì, lúa mạch, khoai tây, các loại rau, cà chua, dưa hấu, sea-buckthorn cỏ cho gia súc. GDP trên đầu người năm 2006 là $2,100.
Hơn một thập kỷ trước, đất nước này xơ xác và bị ảnh hưởng nặng nề bởi sự sụp đổ của Liên Xô. Phần lớn người dân nước này, ngoài những lúc chăn nuôi gia súc và ủ men cho sữa chua, không biết làm gì khác mặc dù đất nước này có tiềm năng của những mỏ khoáng sản rộng lớn, Người Mông Cổ từ trước tới nay vốn sống trên một kho than đá, đồng và vàng khổng lồ.
Dù GDP đã tăng ổn định từ năm 2002 ở tốc độ 7.5% theo một ước tính chính thức năm 2006, nước này vẫn đang phải cố gắng để giải quyết một khoản thâm hụt thương mại khá lớn. Một khoản nợ nước ngoài lớn ($11 tỷ) với Nga đã được chính phủ Mông Cổ giải quyết năm 2004 với một khoản chi trả $250 triệu. Dù có tăng trưởng, tỷ lệ dân số sống dưới mức nghèo khổ ước tính là 35.6% năm 1998, 36.1% năm 2002–2003, 32.2% năm 2006, và cả tỷ lệ thất nghiệp và lạm phát đều khá cao ở mức 3.2% và 6.0%, (năm 2006) Đối tác thương mại lớn nhất của Mông Cổ là Trung Quốc. Ở thời điểm năm 2006, 68.4% xuất khẩu của Mông Cổ là sang Trung Quốc và Trung Quốc cung cấp 29.8% nhập khẩu của Mông Cổ.
Thị trường Chứng khoán Mông Cổ, được thành lập năm 1991 tại Ulan Bator, là thị trường chứng khoán nhỏ nhất thế giới xét theo tư bản hoá thị trường. Hiện có hơn 30,000 doanh nghiệp độc lập tại Mông Cổ, chủ yếu tập trung quanh thành phố thủ đô. Tuy vậy, kinh tế Mông Cổ đang trải qua thời kỳ lạm phát cao nhất trong hơn 1 thập kỷ, với sự gia tăng chi phí của nhiên liệu và thực phẩm ngày càng tăng. Nga cung cấp cho Mông Cổ 95% lượng dầu khí sử dụng trong nước cũng như một con số khổng lồ về điện năng và hơn 70% xuất khẩu của Mông Cổ sang Trung Quốc đã khiến nền kinh tế Mông Cổ chịu nhiều nợ nần, phụ thuộc vào các nước láng giềng.

## Công nghiệp
Công nghiệp hiện chiếm 21.4% GDP, xấp xỉ tương đương với lĩnh vực nông nghiệp (20.4%). Các ngành công nghiệp gồm vật liệu xây dựng, khai mỏ (than, đồng, môlípđen, fluorspar, kẽm, tungsten, và vàng), dầu, thực phẩm và đồ uống, chế biến các sản phẩm từ gia súc, và casơmia và sản xuất sợi tự nhiên. Tỷ lệ tăng trưởng sản xuất công nghiệp ước tính ở mức 4.1% năm 2002. Khai mỏ tiếp tục phát triển như một ngành công nghiệp chính của Mông Cổ với bằng chứng ở số lượng công ty Trung Quốc, Nga và Canada có mặt và tiến hành kinh doanh tại Mông Cổ. Sản xuất thực phẩm trong nước, đặc biệt thực phẩm đóng gói đã tăng nhanh cùng tốc độ đầu tư từ các công ty nước ngoài.
Một số công ty cộng nghệ từ các quốc gia láng giềng, như Hàn Quốc và Cộng hoà Nhân dân Trung Hoa đã bắt đầu mở văn phòng tại Mông Cổ. Những công ty này có ý định tập trung vào phát triển phần mềm hơn là sản xuất phần cứng. Một số công ty viễn thông và nhà cung cấp dịch vụ internet đã được thành lập dẫn tới sự cạnh tranh lớn trên thị trường internet và điện thoại, đặc biệt là điện thoại di động như Mobicom Corporation và Magicnet, đây là những nhà điều hành điện thoại di động và ISP lớn nhất ở Mông Cổ.

## Dịch vụ

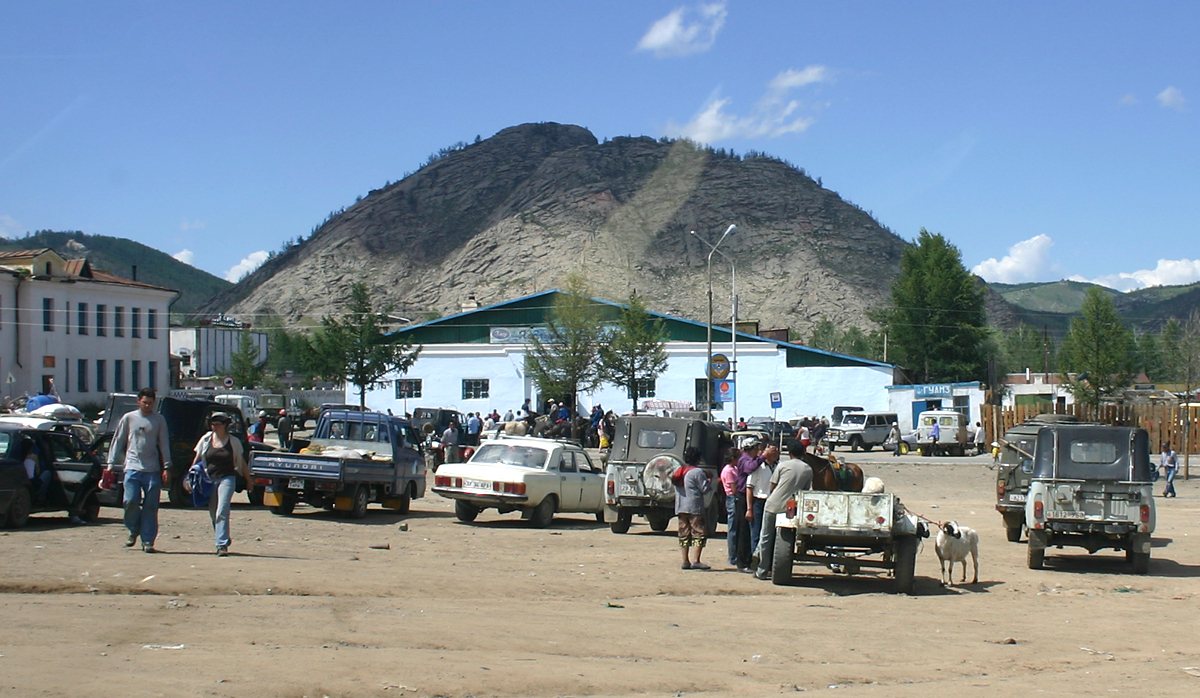
Một thị trường hàng không mở tại Tsetserleg. Các thị trường hàng không mở là nơi thường diễn ra giao dịch thương mại tại Mông Cổ

Sau những cú sốc chuyển tiếp đầu thập niên 1990, sản xuất nội địa Mông Cổ đã tăng trở lại. Theo CIA World Factbook, năm 2003, lĩnh vực dịch vụ chiếm 58% GDP, với 29% lực lượng lao động và 1.488 triệu người tham gia.
Đầu tư nước ngoài từ các quốc gia khác (gồm Trung Quốc, Nhật Bản, Hàn Quốc, Đức và Nga) đã giúp làm gia tăng số lượng đường sá. Quan trọng nhất là một con đường theo hướng nam bắc dài 1000 km dẫn từ biên giới Nga ở Sükhbaatar tới biên giới Trung Quốc tại Zamyn-Üüd. Có nhiều công ty vận tải tại Mông Cổ, gồm MIAT, Aero Mongolia, và Eznis Airways.
Các sản phẩm dầu mỏ chủ yếu (80%) được nhập khẩu từ Nga, khiến Mông Cổ dễ bị ảnh hưởng bởi các cú sốc từ phía nhà cung cấp. Đây là một ví dụ cụ thể về ảnh hưởng của các quốc gia láng giềng trên nền kinh tế của họ.

## Mức sống
Có sự chênh lệch về mức sống giữa các bộ phận dân cư. Giữa các khu nhà đổ nát và các cao ốc mới toanh, thủ đô Ulan Bator nhà của một nửa trong số 2,7 triệu dân Mông Cổ. Ulan Bator cũng vừa hoàn thành việc xây dựng công trình cao nhất thành phố, tích hợp hệ thống khách sạn với mức giá 300 USD cho một đêm. Sự giàu lên nhanh chóng của một bộ phần người dân cũng song song với các vấn đề của những người không theo kịp. Tốc độ phát triển của ngành công nghiệp khai khoáng thu hút hàng nghìn nông dân từ các thảo nguyên chạy trốn mùa đông giá rét ở nông thôn. Họ đến và sống ở ngoại ô thành phố trong các khu ổ chuột đông đúc. Tỷ lệ thất nghiệp ngày càng gia tăng, điện nước thiếu thốn. Thậm chí những người thiếu may mắn phải chấp nhận qua đêm ở gầm cầu và cống thoát nước. Một số người Mông Cổ đang bắt đầu cảm nhận thấy quyền lợi của họ từ ngành công nghiệp khai khoáng. Công nhân viên chức được tăng lương tới 50%. Những người giàu có bây giờ phải đi một chiếc xế hộp hạng sang, dùng túi Louis Vuitton và sở hữu các món đồ nghệ thuật
Hiện nay, 36% người dân Mông Cổ sống dưới mức nghèo khổ, không có khả năng mua được thực phẩm cơ bản và các hàng hóa cần thiết để sinh sống và hầu như không thay đổi kể từ khi chính phủ mới thành lập từ năm 1990. Những gia đình ở đây sống chủ yếu bằng nghề nhặt lượm chai lọ nhựa, thủy tinh để mang về bán cho các trung tâm tái chế. Mỗi sáng trung bình họ nhặt được 100 chai mà họ có thể nhận lại 1000 Tugrik, tương đương với 1 USD. Với số tiền này và một chút để dành từ hôm trước, họ vào các trung tâm bán thực phẩm địa phương nơi họ sẽ không mua thức ăn mà là rượu vodka giá rẻ của Nga. Rượu giúp họ cầm cự được với cái lạnh của buổi sáng mùa đông trên cao nguyên Mông Cổ và một ngày mới của họ lại bắt đầu bằng việc thu thập vỏ chai, uống vodka, tìm kiếm thức ăn và ngủ trên những ống nước nóng.

## Giải cứu tài chính năm 2017
Mông Cổ là một quốc gia có dân số ít và trẻ, có đường biên giới tiếp giáp với Trung Quốc nền kinh tế lớn thứ 2 toàn cầu. Nền kinh tế Mông Cổ bắt đầu tăng tưởng đột biến gần đây, dựa chủ yếu vào khai thác khoáng sản, năm 2011 ước tính tăng trưởng kinh tế của Mông Cổ đạt 17%, nhưng năm 2016 thì nền kinh tế đã chạm đến đáy khi tăng trưởng chỉ còn 1% vì giá cả các loại hàng hóa sụt giảm và tăng trưởng kinh tế Trung Quốc - khách mua chính mặt hàng đồng và than đá xuất khẩu của nước này - giảm tốc. Đầu tư nước ngoài vào Mông Cổ cũng giảm mạnh sau vụ tranh chấp mỏ đồng Oyu Tolgoi của hãng Rio Tinto. Trước khả năng sẽ vỡ nợ, "Ngân hàng Phát triển châu Á (ADB), Ngân hàng Thế giới (WB) và nhiều đối tác song phương khác trong đó có Nhật Bản, Hàn Quốc dự kiến sẽ cung cấp thêm đến 3 tỉ USD vào ngân sách và khoản hỗ trợ dự án. Ngân hàng Nhân dân Trung Quốc thì dự kiến mở rộng chương trình hoán đổi tiền tệ 15 tỉ nhân dân tệ, tương đương 2,2 tỉ USD, với Ngân hàng Trung ương Mông Cổ thêm ít nhất ba năm nữa". Tổng cộng, gói tài trợ tài chính từ nước ngoài cho Mông Cổ vào khoảng 5,5 tỉ USD.